# Archetto da traforo

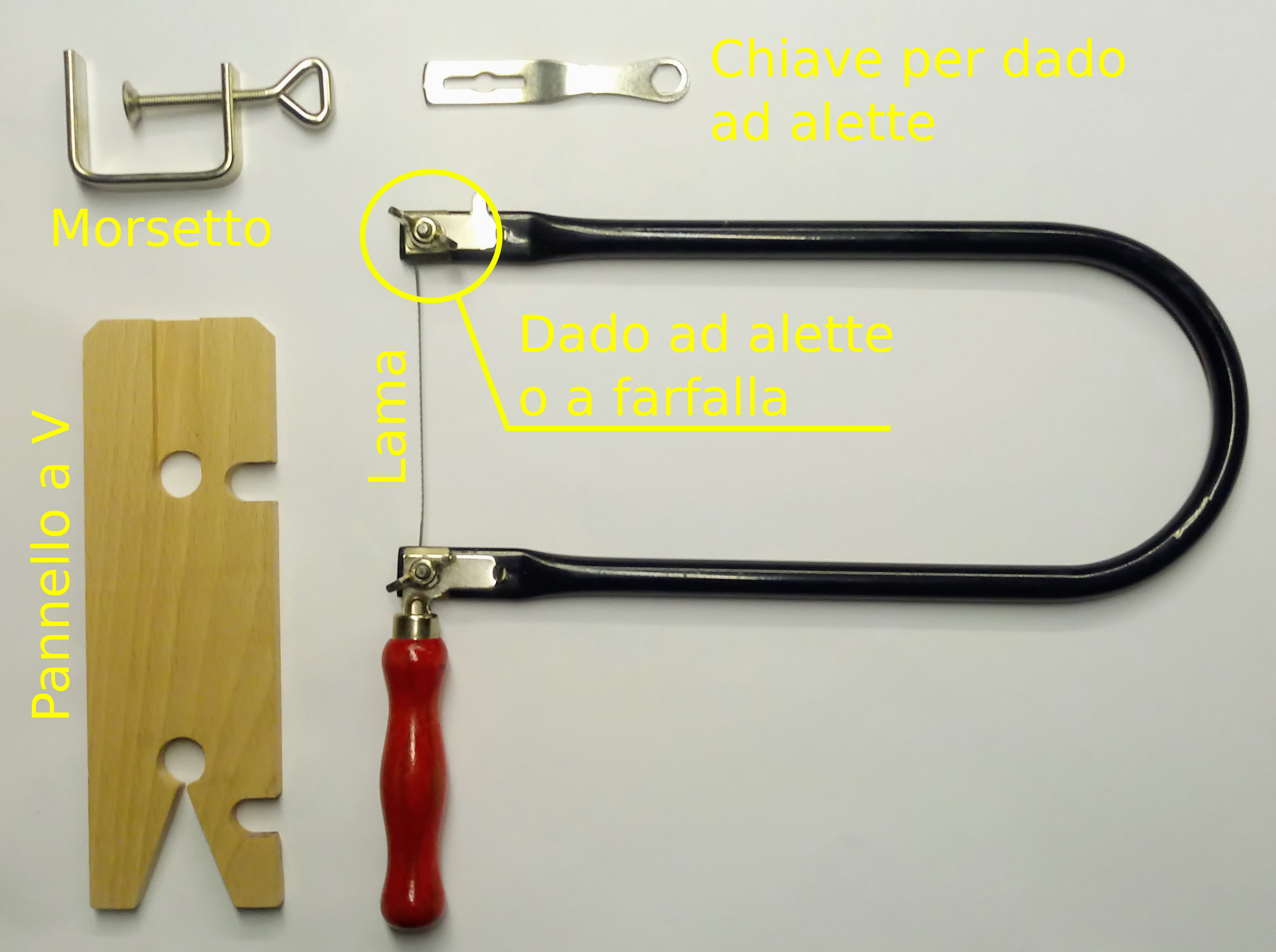
Set completo archetto da traforo

L’archetto da traforo o sega da traforo o seghetto da traforo è una sega ad arco utilizzata per lavori di taglio complessi che spesso contengono curve strette. Ha un aspetto distintivo grazie alla profondità del suo telaio (tipicamente tra 20 e 30 centimetri), che insieme alla lama relativamente corta da 12 centimetri di lunghezza fa sembrare questo strumento un po' sproporzionato rispetto alla maggior parte delle altre seghe.
Rispetto alla sega ad arco tradizionale, ha lame molto meno profonde, che di solito sono extrafini, fino a 15 denti per cm. Ciò consente di tagliare curve molto più strette, con molte lame sono possibili anche angoli acuti, ma le lame sono anche molto più fragili rispetto a quelle di una sega ad arco. La lama ha un orientamento fisso rispetto al supporto ad arco. Ciò significa che il seghetto da traforo è meno utile quando si tagliano componenti lunghi e stretti, ma la maggiore profondità dell’arco consente un accesso molto più lontano dal bordo della tavola.
L’archetto da traforo è simile per molti aspetti alla seghetto alternativo da banco. Le lame sono generalmente intercambiabili tra i due strumenti, e in effetti le seghe a spirale sono spesso conosciute in modo informale come "seghe da traforo". Lo strumento prende il nome dal suo utilizzo nella realizzazione dei pezzi traforati e, infine, dal francese freter (reticolo), un riferimento agli intricati schemi spesso creati utilizzando questo strumento.

## Uso

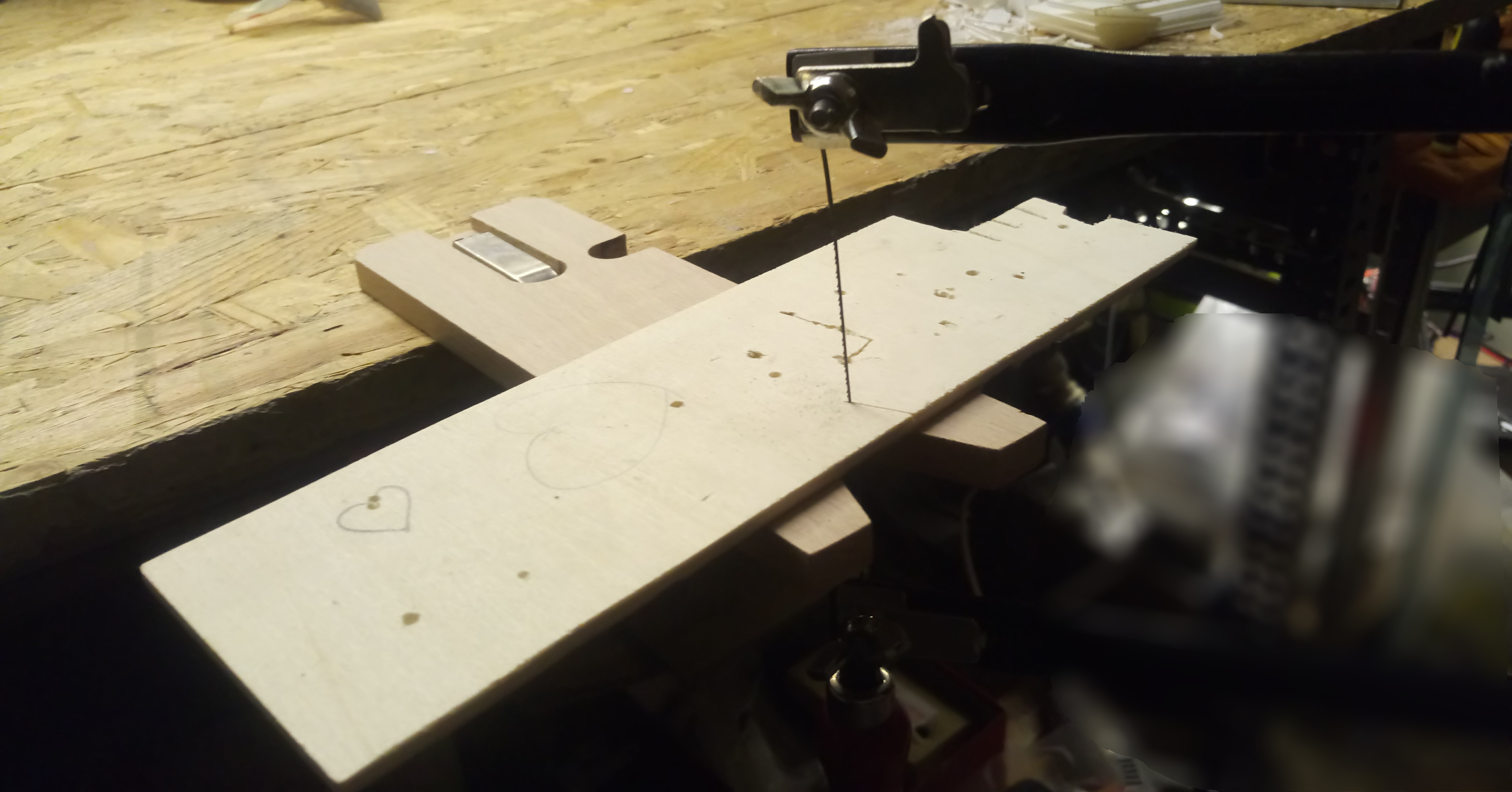
Pannello a V, ausilio per il taglio a traforo

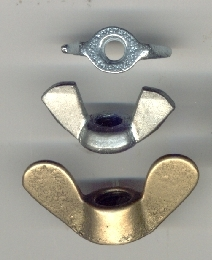
Dadi ad alette o a farfalla

Generalmente l’archetto da traforo viene utilizzato per lavori di piccola falegnameria e di piccola lavorazione del legno, prediligendo il taglio di pannelli in compensato di 3-4 mm di spessore. A causa delle sue dimensioni, il supporto (l’arco) costituisce una grande porzione del peso totale dell'utensile, che nelle mani di un utente inesperto può creare difficoltà nella lavorazione per seguire la direzione di taglio tendendo ad allontanarsi da quella desiderata. Per contrastare questo fenomeno si usa solitamente la sega da traforo con il manico (e la lama) allineati su un asse verticale che riduce gli effetti di questa coppia. L'effetto può anche essere attenuato con un archetto da traforo più corto (e più leggero), sebbene ciò riduca anche le dimensioni dei componenti che possono essere lavorati.
Un supporto da taglio o da traforo, noto anche come pannello a V, realizzato in legno o metallo e che si aggancia al bordo del banco da lavoro, può essere utilizzato per supportare il pezzo da lavorare pur consentendo lo spazio per la lama della sega per mezzo di una V a forma di fessura tagliata in esso.
La lama viene solitamente bloccata in posizione utilizzando un paio di dadi ad alette o a farfalla. Sebbene i dadi ad alette siano solitamente pensati per essere stretti senza l'ausilio di attrezzi, spesso è impossibile applicare una forza sufficiente esclusivamente a mano. Le chiavi per dadi ad alette aumentano notevolmente la coppia che può essere applicata, assicurando che la lama sia fissata saldamente.

## Tipi di lama
Sebbene non tradizionalmente destinati alla lavorazione del legno, le lame per il taglio dei metalli sono particolarmente comode nell'uso con questa sega. Sono disponibili anche lame a spirale che hanno denti su tutti i lati della lama e taglieranno in qualsiasi direzione senza la necessità di ruotare la sega o il pezzo in lavorazione. Ciò può essere utile quando l'accesso è limitato a causa delle dimensioni del componente da lavorare ed è necessario compensare in parte l'impossibilità di ruotare la lama come invece avviene con la sega ad arco tradizionale. Tuttavia, hanno anche un taglio più ampio e come tali rimuovono più materiale rispetto a una lama convenzionale. Sono disponibili anche lame abrasive senza denti effettivi, ma costituite da un filo rivestito con diamante, carburo o altro materiale abrasivo.
Queste lame alternative rendono la sega da traforo adatta a molte attività tradizionalmente eseguite dalla sega da gioielliere, sebbene queste siano in genere ancora più sottili della più fine delle lama da traforo.